# Neuroleon stenopterus
Neuroleon stenopterus är en insektsart som beskrevs av Navás 1933. Neuroleon stenopterus ingår i släktet Neuroleon och familjen myrlejonsländor. Inga underarter finns listade i Catalogue of Life.